# Paramount Pictures
Paramount Pictures Corporation, cunoscută în mod obișnuit ca Paramount Pictures sau simplu ca Paramount, este o companie de producție și distribuire de film și divizia principală omonimă a Paramount Global. Este al șaselea cel mai vechi studio de film din lume, al doilea cel mai vechi studio de film din Statele Unite (după Universal Pictures) și singurul membru al celor "Cinci Mari" studiouri de film care are sediul în limitele orașului Los Angeles.
În 1916, producătorul de filme Adolph Zukor a avut 24 de actori și actrițe sub contract și i-a onorat pe fiecare cu o stea în logo. În 1967, numărul de stele a scăzut la 22 și sensul lor ascuns a fost abandonat. În 2014, Paramount Pictures a devenit primul studio din Hollywood care și-a distribuit toate filmele sale exclusiv în format digital. Sediul și studioul companiei se află la 5555 Melrose Avenue, Hollywood, California.
Francizele cu cel mai mare succes comercial de la Paramount Pictures includ Star Trek, Misiune: Imposibilă și Transformers. De asemenea, librăria studioului include mai multe filme individuale, precum Nașul și Titanic, ambele care au devenit filmele cu cele mai mari încasări din toate timpurile în timpul lansărilor lor inițiale. Paramount Pictures este un membru al Asociației Cineaștilor din America (ACA).